# Кафтановские
Кафтановские (пол. Kaftanowski) — дворянский род.
Потомство Данилы Кафтановского, хорунжего Понорницкой сотни Черниговского полка (1706).

## Описание герба
В голубом поле птица с кольцом в клюве.
Щит увенчан дворянскими шлемом и короной. Намёт на щите голубой подложен серебром. Нашлемник: пять страусовых перьев.